# Matchprogram

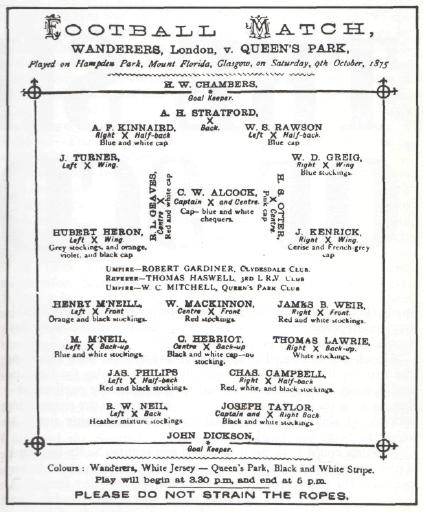
Ett fotbollsmatchprogram från 9 oktober 1875 mellan Wanderers och Queen's Park

Matchprogram är de trycksaker som sprids i samband med matcher, sportevenemang, och tävlingar. Ordet program kommer från grekiska programma och betydde ursprungligen föreskrift, anslag eller offentlig kungörelse. 
Matchprogrammen skrivs och trycks upp inför varje match samt säljs på arenan under matchdagen och innehåller, bland annat, aktuell information och statistik om matchen, lagen, spelarna och laguppställningen. Det förekommer även papperslösa matchprogram som publiceras direkt på internet. Vissa äldre matchprogram (i pappersformat) har dessutom ett samlarvärde där populära program värderats till tusentals kronor.